# Wahlkreis Glasgow Shettleston (Schottisches Parlament)
| Glasgow Shettleston           |
| ----------------------------- |
| Glasgow Shettleston · Glasgow |
| Gebildet                      |
| 1999                          |
| Abgeordneter                  |
| John Mason (SNP)              |
| Regionen                      |
| Glasgow                       |

Glasgow Shettleston ist ein Wahlkreis für das Schottische Parlament. Er wurde 1999 als einer von zehn Wahlkreisen der Wahlregion Glasgow eingeführt, die im Zuge der Revision der Wahlkreise im Jahre 2011 neu zugeschnitten wurde und nur noch neun Wahlkreise umfasst. Hierbei wurden auch die Grenzen des Wahlkreises Glasgow Shettleston neu gezogen. Der Wahlkreis umfasst die Glasgower Stadtbezirke östlich des Zentrums, unter anderem Bridgeton, Garrowhill, Parkhead und Tollcross. Es wird ein Abgeordneter entsandt.
Der Wahlkreis erstreckt sich über eine Fläche von 26 km2. Im Jahre 2020 lebten 81.907 Personen innerhalb seiner Grenzen.

## Wahlergebnisse

### Parlamentswahl 1999
| Ergebnisse der Parlamentswahl 1999 | Ergebnisse der Parlamentswahl 1999 | Ergebnisse der Parlamentswahl 1999 | Ergebnisse der Parlamentswahl 1999 |
| Partei                             | Kandidat                           | Stimmen                            | %                                  |
| ---------------------------------- | ---------------------------------- | ---------------------------------- | ---------------------------------- |
| Labour                             | Frank McAveety                     | 11.078                             | 54,0                               |
| SNP                                | Jim Byrne                          | 5611                               | 27,3                               |
| Socialist                          | Rosie Kane                         | 1640                               | 8,0                                |
| Conservative                       | Colin Bain                         | 1260                               | 6,1                                |
| Liberal Democrats                  | Laurence Clarke                    | 943                                | 4,6                                |
| Wahlbeteiligung: 20.532 (40,34 %)  |                                    |                                    |                                    |

### Parlamentswahl 2003
| Ergebnisse der Parlamentswahl 2003 | Ergebnisse der Parlamentswahl 2003 | Ergebnisse der Parlamentswahl 2003 | Ergebnisse der Parlamentswahl 2003 | Ergebnisse der Parlamentswahl 2003 |
| Partei                             | Kandidat                           | Stimmen                            | %                                  | ±                                  |
| ---------------------------------- | ---------------------------------- | ---------------------------------- | ---------------------------------- | ---------------------------------- |
| Labour                             | Frank McAveety                     | 9365                               | 56,6                               | +2,6                               |
| SNP                                | Jim Byrne                          | 3018                               | 18,2                               | −9,1                               |
| Socialist                          | Rosie Kane                         | 2403                               | 14,5                               | +6,5                               |
| Conservative                       | Dorothy Luckhurst                  | 982                                | 5,9                                | −0,2                               |
| Liberal Democrats                  | Lewis Hutton                       | 779                                | 4,7                                | +0,1                               |
| Wahlbeteiligung: 16.547 (35,41 %)  |                                    |                                    |                                    |                                    |

### Parlamentswahl 2007
| Ergebnisse der Parlamentswahl 2007 | Ergebnisse der Parlamentswahl 2007 | Ergebnisse der Parlamentswahl 2007 | Ergebnisse der Parlamentswahl 2007 | Ergebnisse der Parlamentswahl 2007 |
| Partei                             | Kandidat                           | Stimmen                            | %                                  | ±                                  |
| ---------------------------------- | ---------------------------------- | ---------------------------------- | ---------------------------------- | ---------------------------------- |
| Labour                             | Frank McAveety                     | 7574                               | 51,2                               | −5,4                               |
| SNP                                | John McLaughlin                    | 4693                               | 31,7                               | +13,5                              |
| Liberal Democrats                  | Ross Renton                        | 1182                               | 8,0                                | +3,3                               |
| Conservative                       | William McNair                     | 946                                | 6,4                                | +0,5                               |
| Scottish Christian                 | Bob Graham                         | 406                                | 2,7                                | +2,7                               |
| Wahlbeteiligung: 14.801 (33,43 %)  |                                    |                                    |                                    |                                    |

### Parlamentswahl 2011
| Ergebnisse der Parlamentswahl 2011 | Ergebnisse der Parlamentswahl 2011 | Ergebnisse der Parlamentswahl 2011 | Ergebnisse der Parlamentswahl 2011 | Ergebnisse der Parlamentswahl 2011 |
| Partei                             | Kandidat                           | Stimmen                            | %                                  | ±                                  |
| ---------------------------------- | ---------------------------------- | ---------------------------------- | ---------------------------------- | ---------------------------------- |
| SNP                                | John Mason                         | 10.128                             | 47,8                               | +16,1                              |
| Labour                             | Frank McAveety                     | 9542                               | 45,0                               | −6,2                               |
| Conservative                       | David Wilson                       | 1163                               | 5,5                                | −0,9                               |
| Liberal Democrats                  | Ruaraidh Dobson                    | 371                                | 1,7                                | −6,3                               |
| Wahlbeteiligung: 21.204 (37,95 %)  |                                    |                                    |                                    |                                    |

### Parlamentswahl 2016
| Ergebnisse der Parlamentswahl 2016 | Ergebnisse der Parlamentswahl 2016 | Ergebnisse der Parlamentswahl 2016 | Ergebnisse der Parlamentswahl 2016 | Ergebnisse der Parlamentswahl 2016 |
| Partei                             | Kandidat                           | Stimmen                            | %                                  | ±                                  |
| ---------------------------------- | ---------------------------------- | ---------------------------------- | ---------------------------------- | ---------------------------------- |
| SNP                                | John Mason                         | 14.198                             | 56,0                               | +8,2                               |
| Labour                             | Thomas Rannachan                   | 6.875                              | 27,1                               | −17,9                              |
| Conservative                       | Thomas Kerr                        | 3.151                              | 12,4                               | +6,9                               |
| TUSC                               | Jamie Cocozza                      | 583                                | 2,3                                | +2,3                               |
| Liberal Democrats                  | Giovanni Caccavello                | 568                                | 2,2                                | +0,5                               |
| Wahlbeteiligung: 25.375 (43,7 %)   |                                    |                                    |                                    |                                    |

### Parlamentswahl 2021
| Ergebnisse der Parlamentswahl 2021 | Ergebnisse der Parlamentswahl 2021 | Ergebnisse der Parlamentswahl 2021 | Ergebnisse der Parlamentswahl 2021 | Ergebnisse der Parlamentswahl 2021 |
| Partei                             | Kandidat                           | Stimmen                            | %                                  | ±                                  |
| ---------------------------------- | ---------------------------------- | ---------------------------------- | ---------------------------------- | ---------------------------------- |
| SNP                                | John Mason                         | 17.465                             | 54,4                               | −1,6                               |
| Labour                             | Pauline McNeill                    | 9.440                              | 29,4                               | +2,3                               |
| Conservative                       | Thomas Kerr                        | 4.421                              | 13,8                               | +1,4                               |
| Liberal Democrats                  | Matthew Clark                      | 774                                | 2,4                                | +0,2                               |
| Wahlbeteiligung: 53 %              |                                    |                                    |                                    |                                    |